# Reichsdeutsche
Reichsdeutsche, traducido literalmente "alemanes del Reich", es un término arcaico para aquellos alemanes étnicos que residían en el estado alemán que se fundó en 1871. En el uso contemporáneo, se refería a los ciudadanos alemanes, la palabra que significa personas del Reich alemán, es decir, la Alemania imperial o Deutsches Reich, que era el nombre oficial de Alemania entre 1871 y 1949.
Lo opuesto al Reichsdeutsche es, entonces, según el contexto y el período histórico, Volksdeutsche, Auslandsdeutsche (sin embargo, generalmente significa ciudadanos alemanes que viven en el extranjero), o un término más específico que denota el área de asentamiento, como alemanes bálticos o alemanes del Volga (Wolgadeutsche).

## Término
El problema clave con los términos reichsdeutsch, volksdeutsch, deutschstämmig (de ascendencia alemana, en cuanto a ciudadanía o etnia), y los relacionados es que el uso de las palabras a menudo depende del contexto, es decir, quién las usa dónde y cuándo. En ese sentido, no hay definiciones legales o "correctas" generales, aunque durante el siglo XX, todos los términos adquirieron definiciones legales, aunque también cambiantes.
La razón de la diferenciación es que ha habido un cambio histórico en el significado de lo que significa pertenecer a una nación. Hasta principios del siglo XIX, un demónimo como "alemán", aparte del theodiscus vernáculo, no era demasiado significativo, aunque al menos desde la campaña alemana de las guerras napoleónicas, el concepto ciertamente existía. En todo caso, fue más visto como un concepto cultural. La idea de una Kulturnation, tal como la defienden filósofos como Johann Gottfried Herder (1744–1803) y Johann Gottlieb Fichte (1762–1814), incluye el primer idioma alemán, religión (en diferentes formas), y ya a veces origen, descendencia o raza alemanes. en un sentido vago
Con la unificación de Alemania en 1871 bajo el liderazgo prusiano, el concepto del pueblo alemán adquirió por primera vez un significado jurídico-político, que han conservado hasta ahora. Sin embargo, el Imperio alemán como una respuesta "menor alemana" a la pregunta alemana, no abarcaba más de dos tercios del Sprachraum alemán (área de idioma). Para alguien que se consideraba alemán pero que vivía en el extranjero, por ejemplo, en la multiétnica Austria-Hungría, reichsdeutsch significaba cualquier alemán que era ciudadano del Reich alemán, en lugar de alguien que vivía en el extranjero (y generalmente sin pasaporte alemán). Parte de la identidad de las minorías étnicas alemanas que viven en el extranjero, un ejemplo clásico de los alemanes bálticos, era definirse como alemanes, utilizando el concepto anterior a 1871. Sin embargo, el Reichsdeutsche que visitó las provincias bálticas rusas a fines del siglo XIX, por ejemplo, resentía las afirmaciones de los alemanes bálticos de ser alemanes: para los alemanes del Reich, ser alemanes destinados a ser ciudadanos alemanes, mientras que para los alemanes bálticos , significaba pertenencia cultural-histórica.
Sin embargo, no fue hasta que la ley de nacionalidad alemana (Reichs- und Staatsangehörigkeitsgesetz) de 1913 finalmente estableció la ciudadanía del Reich alemán, mientras que los derechos políticos anteriores (incluido el reclamo de recibir documentos de identidad y pasaportes) derivaron de la ciudadanía de uno de los Estados del imperio alemán. Los ciudadanos de algunos estados alemanes comprendían también minorías étnicas autóctonas o inmigrantes de etnia distinta a la alemana, razón por la cual los ciudadanos del Imperio alemán también siempre comprendían personas de otra etnia que la alemana (por ejemplo, danés, francés, frisón, polaco, romaní, sorbio). etc.) La ciudadanía alemana se transmite de padres a hijos (jus sanguinis) sea cual sea su origen étnico. Sin embargo, con la naturalización de los extranjeros como ciudadanos alemanes, su origen étnico alemán eventual se formó o aún constituye una ventaja bajo ciertas circunstancias (ver Aussiedler).
En la Alemania nazi, el Reichsbürgergesetz de 1935, parte de las Leyes de Núremberg estableció el estatus legal de Reichsbürger, es decir, ciudadanos alemanes "de sangre alemana o congenérica". Como resultado, los judíos y "Mischlinge" se convirtieron oficialmente en ciudadanos de segunda clase.
Después de la Segunda Guerra Mundial y el establecimiento de la República Federal de Alemania Occidental en Alemania en 1949, los términos análogos Bundesdeutsche (es decir, alemanes federales) y Bundesbürger (es decir, ciudadanos federales) se utilizaron coloquialmente para distinguir a los ciudadanos de facto de las personas con derecho a la ciudadanía alemana. , pero de hecho no está dispuesto o no puede ejercerlo, como los ciudadanos de Alemania Oriental (DDR-Bürger) y Berlín Oriental, o del Protectorado de Sarre.
- Datos: Q315470